# クリップラー・クロスフェイス

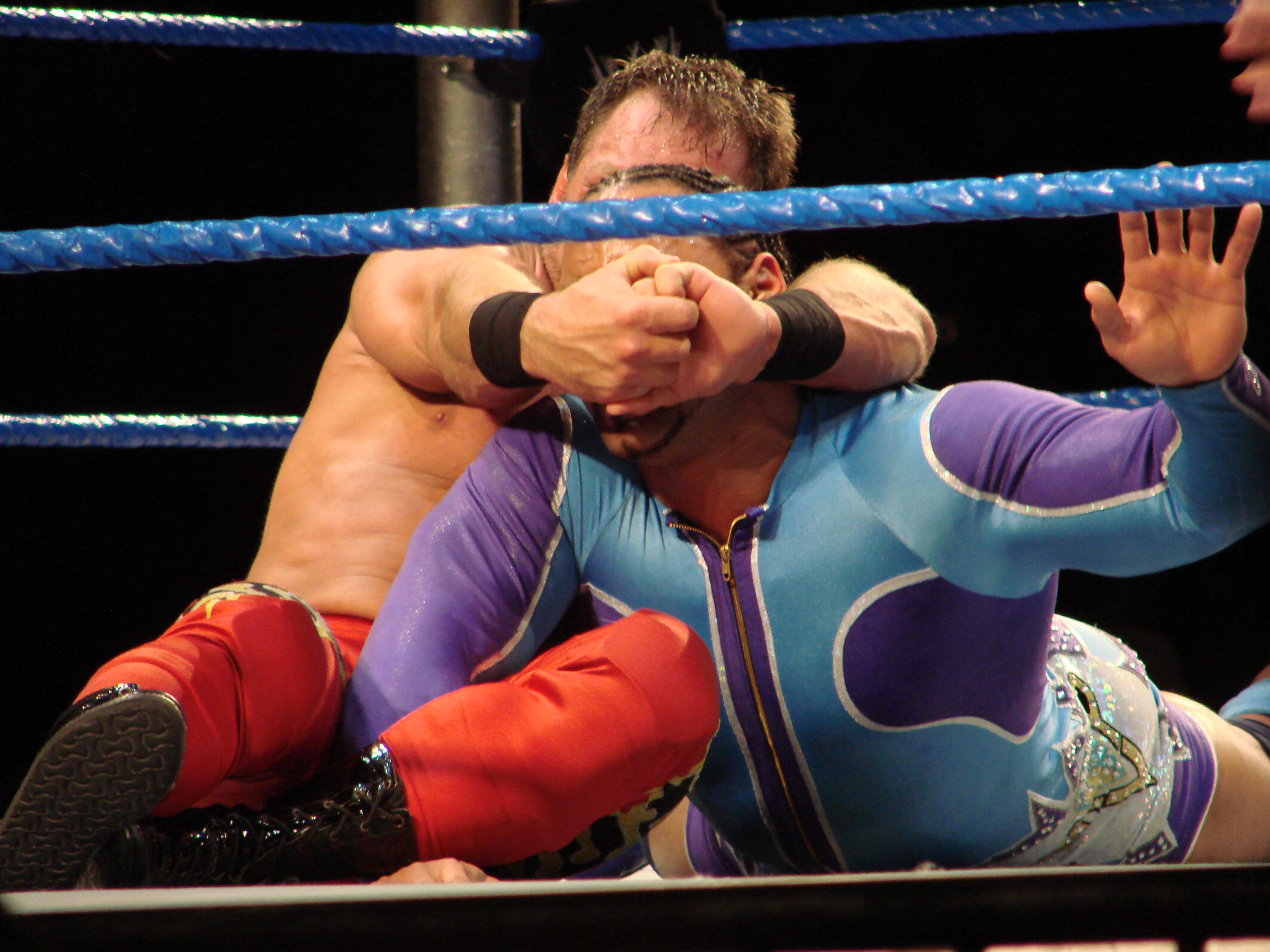
クリス・ベノワによるクリップラー・クロスフェイス。

クリップラー・クロスフェイス（Crippler Cross Face）は、プロレス技の一種である。クロスフェイス（Cross Face）、クロスフェイスロック（Cross Face Lock）とも呼ばれる。

## 概要
うつ伏せ状態の相手の片腕を足でロックしてからフェイスロックを極める。挟み込んだ腕は動きを封じるためで、極まるのは首関節である。この技は両手（特に左手の橈骨頭）が相手の鼻、頬骨、人中穴の周辺を締め上げるため、強烈な痛みを与える。
技名はクリス・ベノワが最も有名な使い手であるため、ベノワのニックネーム「ザ・クリップラー」に因んでクリップラー・クロスフェイスと呼ばれている。日本では開発者である永田裕志が、ナガタロックIIの名称で使用しており、こちらの名称が一般的である。

## 主な使用者
- クリス・ベノワ
- サーシャ・バンクス - バンク・ステートメントの名称で使用。
- ハロウィン - ラ・カバラバサの名称で使用。
- 永田裕志 - ナガタロックIIの名称で使用。この技の元祖。
- 邪道 - クロスフェイス・オブ・JADOの名称で使用。
- ディック東郷
- TAKAみちのく - ジャストフェイスロックの名称で使用。
- 秋山準 - ナガタロックIIの名称で使用。永田から直接伝授された。
- カズ・ハヤシ - ナガタロックIIの名称で使用。永田から直接伝授された。
- シャドウWX
- 諸橋晴也
- 新納刃
- 谷嵜なおき
- 佐々木大輔
- GAMI - ポキの名称で使用。
- 高橋奈七永 - アルバトロスの名称で使用。
- 山縣優
- 未来 - クロスフェイス・オブ・MIRAIの名称で使用。
- タンガ・ロア - OJK（オペレーション・邪道・キラー）の名称で使用。

## 派生技

### グラウンド・フェイスロック
相手の片腕を挟まずに顔面のみを締め上げる。クリップラー・クロスフェイスの元になった技である。TAKAみちのくはジャスト・フェイスロックの名称で使用。
ジャスト・フェイスロック
TAKAみちのくオリジナル技。うつ伏せ状態の相手の横から、観客が悲鳴を上げるほど背を思い切り反らして絞り上げる変型フェイスロック。フェイスロックと言っても実際は顔面ではなく、顎元をクラッチして締め上げている。
ディック・キラー
TAKAみちのくオリジナル技。ジャスト・フェイスロックの体勢から相手の腕をとりさらにきつく締め上げる技。
対ディック東郷戦にむけて開発した技。
ジャスト・フェイスロック2006
TAKAみちのくのオリジナル技。クラッチの仕方がスリーパー・ホールドの様になっており、指を負傷していても技をきめられる。
TAKAが右手の負傷中に開発した新必殺技。復帰戦ではこの技で勝利した。

### CBV（Cross Bone Vanguard）
YAMATOのオリジナル技。うつぶせの相手をサイドから片羽締めの体勢で、片腕を巻き込んで締め上げるフェイスロック。TAKAみちのくのジャストフェイスロックのように、相手の体を強引にのけぞらせつつきめる。

### GAME OVER
KENTAの技。オモプラッタとフェイスロックの複合技。相手の右腕を柔術テクニックでオモプラッタの体勢でうつ伏せにした相手の右腕を両脚で挟み込み、相手の顔面を両手で締め上げてフェイスロックで極めて相手の上半身を反り上げる事で相手の首、肩にダメージを与える変型のクロスフェイス。
この技を使い始めた2011年のグローバル・リーグ戦から使用開始。ヘビー級相手の勝率が格段に上昇した。完全に極まれば、かなりの確率でギブアップを奪うことができる。WWE所属時代は、ほぼ封印状態であったが新日参戦後に解禁。
オリジナルはダニエル・ブライアンが使うラーベル・ロック。

### カール・シックル
カール・マレンコのオリジナル技。上記のGAME OVERと同じく相手に対して手前の脚を腕の上側から掛け、奥側の脚を下側から通して極める事で首と肩を極め、フェイスロックを仕掛ける。
上記のGAME OVERが顔面を締め上げるのに対し、カール・シックルは首から背面を反り上げる事に重点を置いている点で違いがあり、キャメルクラッチ（らくだ固め）の要素も含まれている。

### イリバーシブル・クライシス
MVPのオリジナル技。相手の腕をV1アームロックの体勢で肩の方向へ捻りを加えてから腕を極め、フェイスロックを仕掛ける事で首と腕を極める。

### チキンウィング・クリップラー・クロスフェイス
うつぶせの相手をサイドから片羽締めの体勢で、片腕を巻き込んで締め上げるフェイスロック。
ドリュー・マッキンタイアがアイアン・メインデン、アレックス・シェリーがボーダーシティ・ストレッチ、ジョニー・ガルガノがガルガノ・エスケープ、石森太二がBone Lockの名称で使用。アレックス・シェリーは飛び付き式の腕折り技トルベジーノの体勢で移行することもある。

### リング・オブ・サターン
ペリー・サターンのオリジナル技。クリップラー・クロスフェイスとアームバーを合体化した変型関複合技。うつ伏せ状態の相手の左腕を自らの両脚で挟み込み、そこから右腕を脇下に挟んだ状態で両手で首元を締め上げるアームバーとクロスフェイスの複合技。
佐々木大輔がクロスオーバー・フェイスロック 、PACがブルー・タライザーの名称で使用。

### ナガタロック・シリーズ
ナガタロックIII
永田裕志の得意技。ナガタロックIIの体勢から移行してコブラツイストの様な形で相手の上半身、首、顔面を締める。
当初、永田は対ミルコ・クロコップ戦での初公開を予告していた。だが、実際には対西村修戦で初公開された。これは極度の軟体であり通常の関節技が効かないとされていた西村に対しての対抗策であった。上記のリング・オブ・サターンと同型。
リバースナガタロックIII
永田裕志のオリジナル技。ナガタロックIIIの体勢からさらに移行し、横方向に回転して相手の両腕を極めたままフォールの体勢にする技。ギブアップを奪う技ではなく、フォール技の一種。
ナガタロックIV
2永田裕志のオリジナル技。ナガタロックIIとほぼ同型だが、腕を両足で挟んで極めたIIとは異なり、足を使っての脇固めのように片腕を極めてのクロスフェイス。
ナガタロック54
永田裕志のオリジナル技。相手の左腕を両足で挟んでナガタロックIIの形で、相手の右腕をコブラクラッチの形で捕らえて上体を反らえて絞め上げる。
自身得意技のナガタロックⅡと大谷晋二郎のキング・コブラホールドを合わせた新技について「ケガで苦しんでいるかつての盟友の技を組み合わせた技」と明かした、試合中のアクシデントで欠場中の大谷にエールを送った。